# Sclerophion longicornis
Sclerophion longicornis là một loài tò vò trong họ Ichneumonidae.